# Sylvie Fréchette
Sylvie Fréchette, född den 27 juni 1967 i Montréal, Kanada, är en kanadensisk konstsimmare.
Hon tog panamerikanska spelen silver i solo 1987 i Indianapolis.
Fréchette tog OS-guld i solo i konstsim i samband med de olympiska konstsimstävlingarna 1992 i Barcelona.
Hon tog därefter OS-silver i lagtävlingen i konstsim i samband med de olympiska konstsimstävlingarna 1996 i Atlanta.